# Magnetosfera di Giove
La magnetosfera di Giove è la più grande e potente fra tutte le magnetosfere dei pianeti del sistema solare, nonché la struttura più grande del sistema solare stesso non appartenente al Sole: si estende infatti nel sistema solare esterno per molte volte il raggio di Giove e raggiunge un'ampiezza massima che può superare l'orbita di Saturno. Se fosse visibile ad occhio nudo dalla Terra, avrebbe un'estensione apparente superiore al diametro della Luna Piena, nonostante la sua grande distanza.

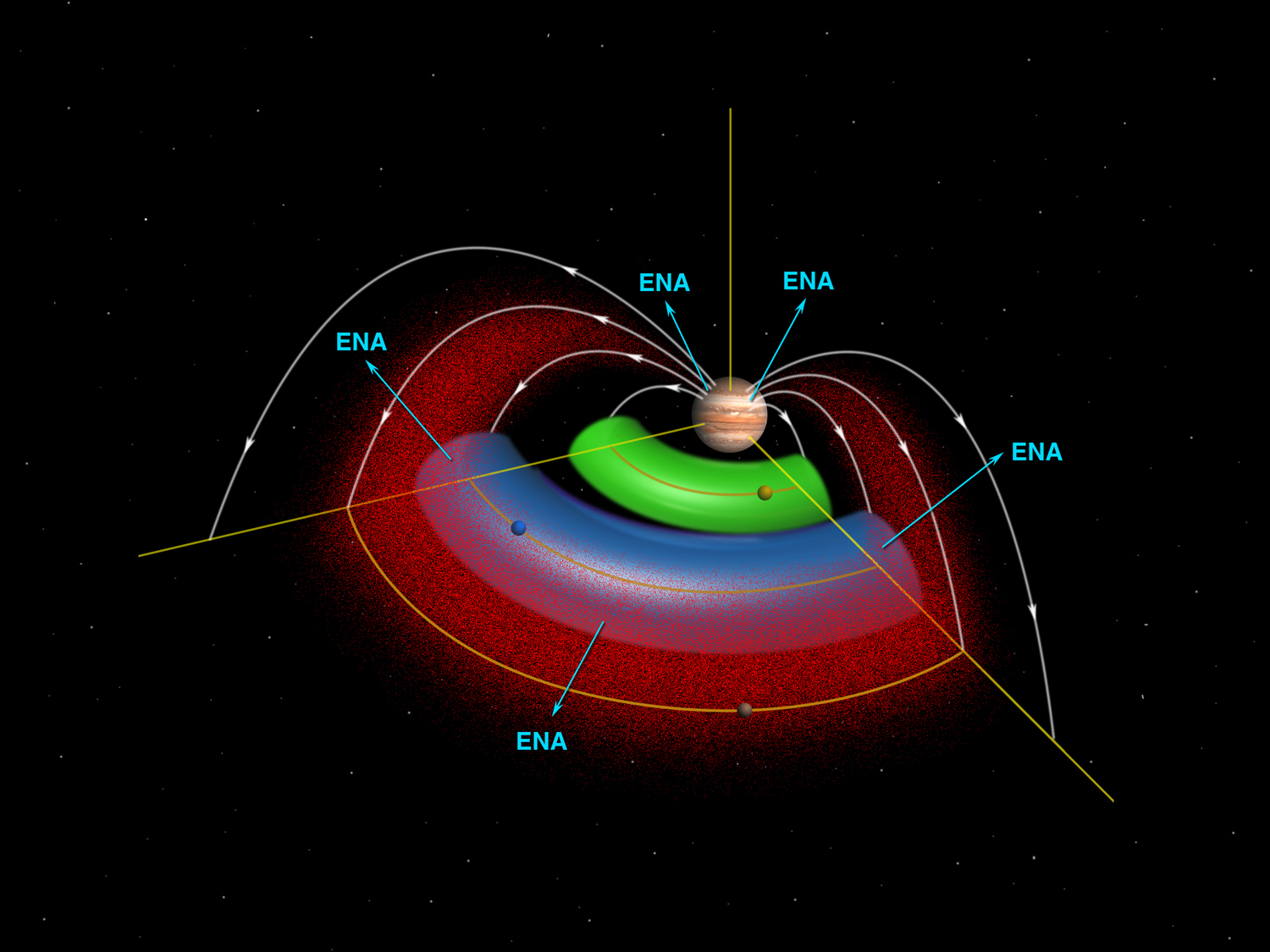
Rappresentazione schematica dello spazio circostante Giove. La banda rossa consiste di ioni catturati dal campo magnetico; le bande verde e blu sono invece dei toroidi di gas neutro originati, rispettivamente, da Io ed Europa.

Il campo magnetico di Giove preserva la sua atmosfera dalle interazioni col vento solare, un flusso di plasma emesso dalla nostra stella, deflettendolo e creando una regione distinta, detta magnetosfera, costituita da un plasma di composizione molto differente da quella del vento solare. Sebbene abbia una forma più piatta rispetto alla magnetosfera terrestre, la magnetosfera gioviana ha un'intensità di un ordine di grandezza superiore; il campo che la alimenta viene generato da moti vorticosi all'interno dello strato di idrogeno metallico che costituisce il mantello interno del pianeta. Il satellite galileiano Io, noto per la sua intensa attività vulcanica, contribuisce ad alimentare la magnetosfera gioviana generando un importante toro di plasma, che carica e rafforza il campo magnetico formando la struttura denominata magnetodisk; ne consegue che la magnetosfera gioviana, a dispetto di quella terrestre, è alimentata dal pianeta stesso e da un satellite piuttosto che dal vento solare. Le forti correnti che circolano nella magnetosfera generano delle intense fasce di radiazione simili alle fasce di Van Allen terrestri, ma migliaia di volte più potenti; queste forze generano delle aurore perenni attorno ai poli del pianeta ed intense emissioni radio variabili che rendono di fatto Giove una debole radio pulsar.
L'interazione delle particelle energetiche con la superficie delle lune galileiane maggiori condiziona notevolmente le proprietà chimiche e fisiche della magnetosfera, influenzate anche dal sottile sistema di anelli che orbita attorno al pianeta.
L'esistenza della magnetosfera di Giove fu ipotizzata a partire dalle osservazioni radio condotte negli anni cinquanta e fu studiata per la prima volta nel dettaglio dalla sonda Pioneer 10 nel 1973; da allora è stata analizzata sette volte da altrettante sonde.

## Scoperta
La prima evidenza dell'esistenza di un campo magnetico attorno a Giove si ebbe nel 1955 quando venne scoperta l'emissione radio decametrica (DAM); poiché lo spettro del DAM si estende fino ai 40 MHz, gli astronomi conclusero che il pianeta possedesse un campo magnetico con una forza di circa 0,001 Tesla (T), corrispondente a 10 gauss (G). In seguito, nel 1959, le osservazioni della parte dello spettro radio alle microonde portarono alla scoperta della radiazione decimetrica gioviana (DIM), che viene emessa dagli elettroni relativistici bloccati nelle cinture di radiazione; queste emissioni di sincrotone furono utilizzate per stimare il numero e l'energia della popolazione di elettroni attorno a Giove e consentirono un aumento dei valori della forza del campo magnetico. La modulazione delle emissioni DAM gioviane da parte del satellite Io (detta Io-DAM) fu scoperta nel 1964; le sue osservazioni permisero di determinare con precisione il periodo rotazionale di Giove. La scoperta definitiva del campo magnetico gioviano avvenne però nel 1973, quando la sonda spaziale Pioneer 10 volò nei pressi del pianeta.

## Caratteristiche principali in raffronto col campo geomagnetico
| Parametro                                                  | Giove        | Terra   |
| ---------------------------------------------------------- | ------------ | ------- |
| Raggio del pianeta (Rp, in km)                             | 71.398       | 6.371   |
| Periodo di rotazione (in ore)                              | 9,9          | 24      |
| Intensità di campo all'equatore (in microtesla - μT -)     | 428          | 31      |
| Momento del dipolo (in unità terrestri)                    | 18.000       | 1       |
| Inclinazione del dipolo magnetico (in °)                   | 10           | 11,3    |
| Distanza dalla magnetopausa (Rp)                           | 50–100       | 8–10    |
| Potenza di input (in terawatt - TW -)                      | 100          | circa 1 |
| Densità del vento solare (in cm−3)                         | 0,4          | 10      |
| Intensità del campo magnetico solare (in nanotesla - nT -) | 1            | 6       |
| Specie ioniche dominanti                                   | H+, On+, Sn+ | H+, O+  |

Al contrario del campo magnetico terrestre, che è generato dalle correnti, simili a una dinamo, del ferro e del nichel fusi nel nucleo esterno, il campo magnetico di Giove è prodotto all'interno dello strato di idrogeno metallico circostante il suo nucleo. Come quello terrestre, il campo magnetico gioviano è un dipolo, con un nord e un sud magnetico posti alle estremità di un singolo asse magnetico; tuttavia, al contrario di quanto accade per il nostro pianeta, il nord magnetico di Giove è situato nell'emisfero boreale e il polo sud nell'emisfero australe. La magnetosfera gioviana presenta anche uno sviluppo in multipoli (quadrupolo, ottupolo ecc.), che diminuiscono in intensità di un ordine di grandezza da un livello a quello superiore.
Mentre il campo geomagnetico ha una forma all'incirca "a goccia", la magnetosfera gioviana è più schiacciata, più simile ad un disco, ed oscilla periodicamente sul proprio asse. L'asse del dipolo è inclinato di 10° rispetto all'asse di rotazione del pianeta, così come l'asse magnetico del nostro pianeta è inclinato di 11,3° rispetto all'asse di rotazione. L'intensità del campo all'equatore di Giove è di circa 420 μT (4,2 G), che corrisponde ad un momento del dipolo di circa 1,5 × 1020 T·m3; il campo magnetico di Giove è quindi 10 volte più intenso di quello terrestre, e il suo momento del dipolo magnetico 18.000 volte superiore. Il campo magnetico di Giove ruota alla stessa velocità del mantello del pianeta, in 9 h 55 m, ed è piuttosto stabile: infatti non si sono osservati consistenti cambiamenti in intensità o struttura dalle prime misurazioni ottenute grazie alle sonde del programma Pioneer nella metà degli anni settanta.

## Caratteristiche

### Forma e dimensioni

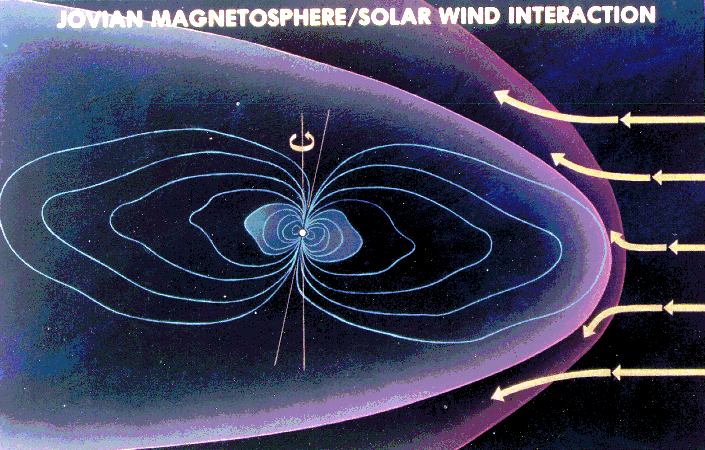
La caratteristica forma discoidale della magnetosfera gioviana che interagisce col vento solare.

Il campo magnetico di Giove preserva la sua atmosfera dalle interazioni col vento solare, un flusso di plasma emesso dalla nostra stella, deflettendolo e creando una regione distinta, detta magnetosfera, costituita da un plasma di composizione molto differente da quello del vento solare; la lacuna presente tra il plasma del vento solare e il plasma magnetosferico prende il nome di magnetopausa ed è situata ad una distanza dal pianeta compresa tra 45 e 100 volte il suo raggio (il raggio di Giove - RJ - vale 71.492 km) a seconda del periodo del ciclo solare. Oltre la magnetopausa (ad una distanza media di 84 RJ dal pianeta) si trova il bow shock, il punto in cui il flusso del vento viene deflesso dal campo magnetico; la regione compresa tra bow shock e magnetopausa prende il nome di magnetosheath. L'estensione della magnetosfera del pianeta è tale che, se fosse visibile ad occhio nudo dal nostro pianeta, apparirebbe ben più grande della luna piena.
Dal lato opposto, il vento solare stira il campo magnetico del pianeta in una lunga coda magnetica, la cui estensione può arrivare ben oltre l'orbita di Saturno. La sua struttura è molto simile a quella terrestre; è formata da due lobi, il cui campo magnetico punta in direzioni opposte: il campo del lobo settentrionale punta lontano dal pianeta, mentre il lobo meridionale punta verso di esso. I lobi sono divisi da un debole strato di plasma detto corrente diffusa. La coda magnetica funge da canale per le particelle di plasma del vento solare che riescono a penetrare nelle regioni interne della magnetosfera, le quali si riscaldano formando delle fasce di radiazione ad una distanza inferiore a 10 RJ dalla sommità delle nubi.
La magnetosfera di Giove è convenzionalmente divisa in tre parti: la magnetosfera interna, intermedia ed esterna. La magnetosfera interna è situata ad una distanza inferiore a 10 RJ dal pianeta; il campo magnetico al suo interno rimane sostanzialmente dipolare, poiché ogni contributo proveniente dalle correnti che fluiscono dal plasma magnetosferico equatoriale risulta piccolo. Nelle regioni intermedie (tra 10 e 40 RJ) ed esterne (oltre 40 RJ) il campo magnetico non è più dipolare e risulta seriamente disturbato dalle sue interazioni col plasma solare.

### Il ruolo di Io nell'alimentare la magnetosfera gioviana
Sebbene complessivamente la forma della magnetosfera di Giove assomigli a quella terrestre, in prossimità del pianeta la sua struttura risulta molto differente. La luna Io, caratterizzata da un'intensa attività vulcanica, è una potente fonte di plasma che riempie la magnetosfera del pianeta madre di circa 1.000 kg di nuovo materiale ogni secondo. Le forti eruzioni vulcaniche sulla superficie del satellite emettono una grande quantità di diossido di zolfo (SO2), di cui una piccola parte si dissocia negli atomi costituenti che, ionizzandosi a causa della radiazione ultravioletta solare, producono i cationi S+, O+, S++ e O++. Questi ioni riescono ad abbandonare l'atmosfera del satellite, andando a costituire attorno al pianeta, in corrispondenza dell'orbita del satellite, un toro di plasma, che raggiunge una temperatura di 100.000–1.000.000 K, di gran lunga inferiore a quella raggiunta nelle fasce di radiazione (100 milioni di kelvin). Il plasma nel toro è costretto ad una co-rotazione con Giove, e quindi entrambi condividono il medesimo periodo di rotazione. Il toro di Io quindi altera in maniera cospicua le dinamiche della magnetosfera gioviana.

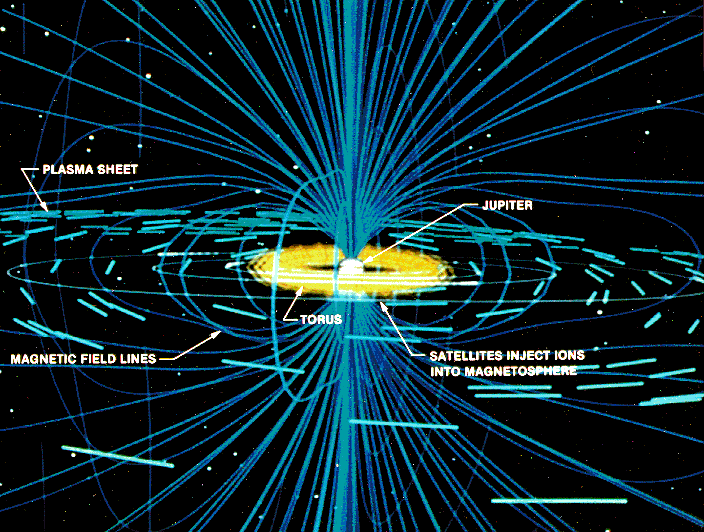
L'interazione di Io con la magnetosfera di Giove; in giallo è rappresentato il toro di plasma di Io.

La conduttività elettrica del plasma all'interno del toro non è infinita; di conseguenza, il plasma lentamente tende ad allontanarsi dal pianeta. I principali meccanismi di fuga sono la diffusione e l'instabilità tra le cariche. Mentre il plasma si allontana dal pianeta, le correnti radiali che fluiscono al suo interno ne incrementano la velocità (mantenendo la co-rotazione), il che comporta un incremento dell'energia cinetica del plasma dovuta all'energia della rotazione del pianeta. La densità del plasma è notevolmente variabile all'interno della magnetosfera: il numero delle particelle di plasma va infatti da un massimo di 2.000 per cm³ nel toro di Io sino a circa 0,2 per cm³ ad una distanza di 35 RJ; in questo senso, la magnetosfera gioviana è potenziata dalla rotazione del pianeta, mentre la magnetosfera terrestre è rinforzata prevalentemente dal vento solare. Tuttavia, nella magnetosfera intermedia (a distanze superiori a 10 RJ dal pianeta) la co-rotazione gradualmente va scemando e il plasma inizia a ruotare più lentamente rispetto al pianeta; a distanze superiori a 40 RJ, nella magnetosfera esterna, questo plasma fugge dal campo magnetico e lascia la magnetosfera percorrendo la coda magnetica, probabilmente sotto forma di un inedito vento planetario. Il plasma più freddo e denso in movimento verso l'esterno è rimpiazzato da un plasma meno denso e più caldo (200 milioni di K o superiore) proveniente dalla magnetosfera esterna, che, man mano che si avvicina a Giove, subisce un riscaldamento adiabatico dando luogo alle fasce di radiazione della magnetosfera interna, che costituiscono la principale fonte di emissione radio del pianeta.
La forza centrifuga del plasma co-rotante stira le linee di campo formando, ad una distanza superiore a 20 RJ dal pianeta, una struttura appiattita nota come disco magnetico o magnetodisk. Questo magnetodisk possiede una debole corrente diffusa in corrispondenza dell'equatore magnetico; le linee del campo puntano in direzione opposta al pianeta al di sopra di questo piano e verso di esso al di sotto del piano. La magnetosfera gioviana, fortemente alimentata dal plasma di Io, si espande enormemente in larghezza, poiché il magnetodisk crea una pressione supplementare che bilancia la pressione del vento solare. Se Io non si trovasse esattamente in quella posizione nel sistema di Giove, la distanza tra la sommità delle nubi del pianeta e la magnetopausa sarebbe enormemente minore: 42 RJ contro i reali 75 RJ di media. Quindi, come abbondantemente visto, la magnetosfera del gigante gassoso è dominata dal plasma pesante di Io ed è potenziata dalla rotazione del pianeta, mentre il vento solare costituisce solo una fonte secondaria di plasma ed energia, anche se rifornisce il sistema di protoni ad alta energia.

## Dinamiche

### Forze e correnti

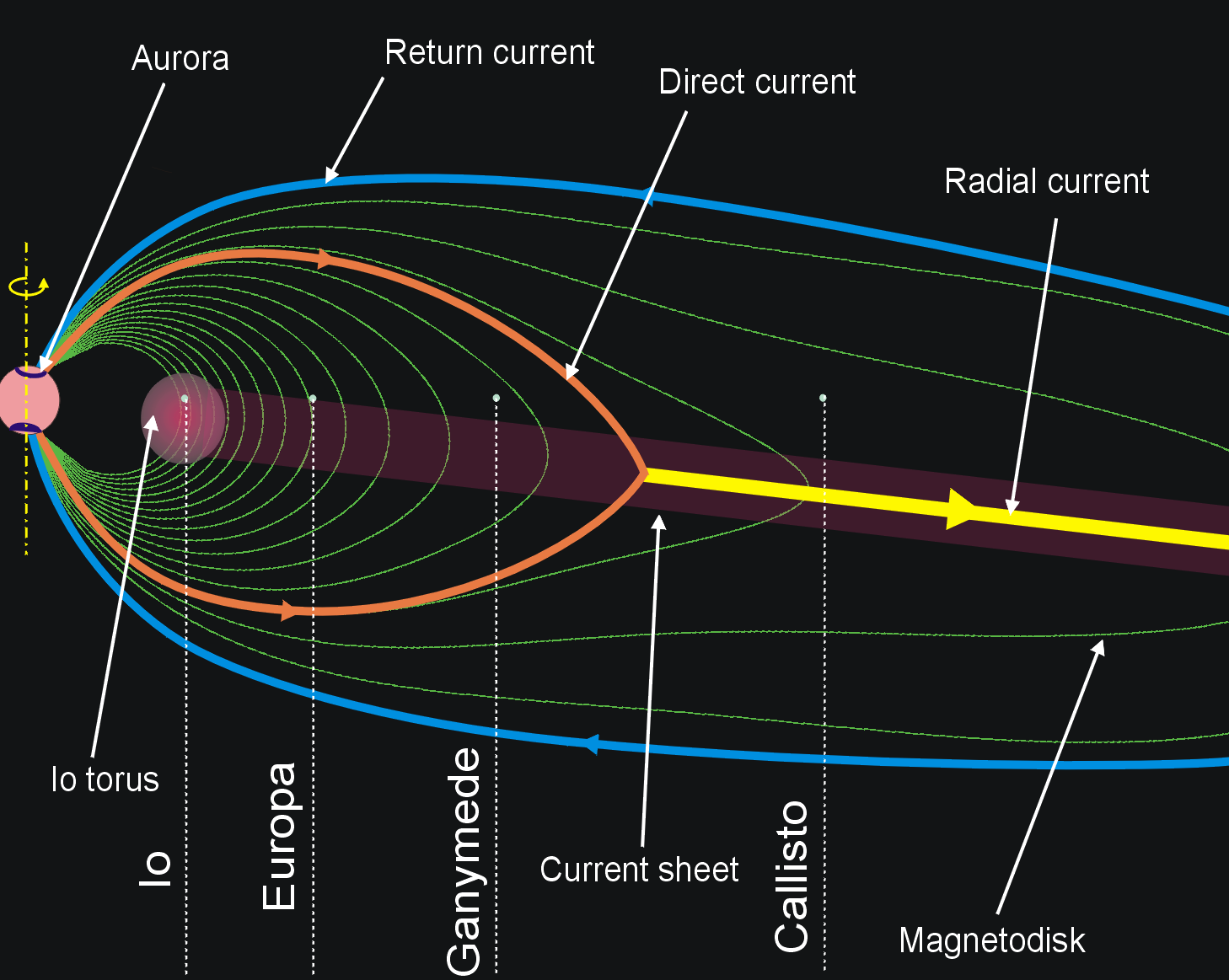
Il campo magnetico di Giove e le correnti di rinforzo della co-rotazione.

Come già visto, il principale attivatore della magnetosfera gioviana è la rotazione del pianeta; quando ruota, la sua ionosfera si muove relativamente al campo magnetico dipolare del pianeta. Poiché il momento di dipolo magnetico punta nella stessa direzione della rotazione, la forza di Lorentz, che appare come risultato di questo moto, trasporta gli elettroni, carichi negativamente, verso i poli, mentre i cationi vengono diretti verso l'equatore; di conseguenza, i poli accumulano cariche negative mentre le regioni prossime all'equatore divengono positive. Fintantoché la magnetosfera di Giove è piena di plasma altamente conduttore, il circuito elettrico così costituito permane chiuso; le correnti elettriche seguono l'andamento delle linee del campo magnetico: fluiscono dalle latitudini inferiori della ionosfera verso il plasma diffuso (correnti di Birkeland), quindi si allontanano dal pianeta attraverso il plasma per poi, infine, ritornare nella ionosfera planetaria dopo aver attraversato la magnetosfera esterna. La corrente radiale interagisce col campo magnetico planetario e la forza di Lorentz risultante accelera il plasma magnetico in direzione della rotazione. Questo è il principale meccanismo che mantiene in co-rotazione il plasma magnetosferico.
La corrente che proviene dalla ionosfera, detta corrente diretta, risulta più intensa se la corrispondente parte di plasma diffuso ruota più lentamente rispetto al pianeta. Come accennato prima, la co-rotazione si arresta nella regione posta tra 20 e 40 RJ da Giove; questa regione corrisponde al magnetodisk, in cui le linee di campo appaiono molto sviluppate in larghezza. La corrente che si riversa nel magnetodisk si origina in un'area della ionosfera compresa tra 15° e 17° dai poli magnetici; l'area quasi circolare così descritta corrisponde alle regioni aurorali principali (vedi sotto). La corrente di ritorno proveniente dalle regioni più esterne della magnetosfera (oltre 50 RJ), penetra la ionosfera presso i poli, chiudendo il circuito elettrico; la corrente radiale totale della magnetosfera del pianeta ha un'intensità stimata sui 60-140 milioni di ampere (A).
Un'altra importante corrente presente nella magnetosfera di Giove, che raggiunge intensità pari a 160 milioni di A, è la corrente d'anello azimutale, che fluisce attraverso il plasma equatoriale nella stessa direzione della rotazione del pianeta. La forza di Lorentz che risulta dall'interazione di questa corrente col campo magnetico evita che il plasma co-rotante fugga via dal pianeta.
Nella magnetosfera gioviana sono presenti altre correnti minori: la corrente neutra diffusa, che passa all'interno del plasma diffuso nella stessa direzione della rotazione del pianeta; le correnti di coda, proprie dei lobi della coda magnetica, che si spostano in direzione opposta alla rotazione; le correnti della magnetopausa (dette anche correnti di Chapman-Ferraro), che fluiscono lungo il lato esposto al sole in senso opposto alla rotazione. Tutte queste correnti contribuiscono a preservare la configurazione della magnetosfera gioviana interagendo sostanzialmente col vento solare.

### Trasferimento del plasma

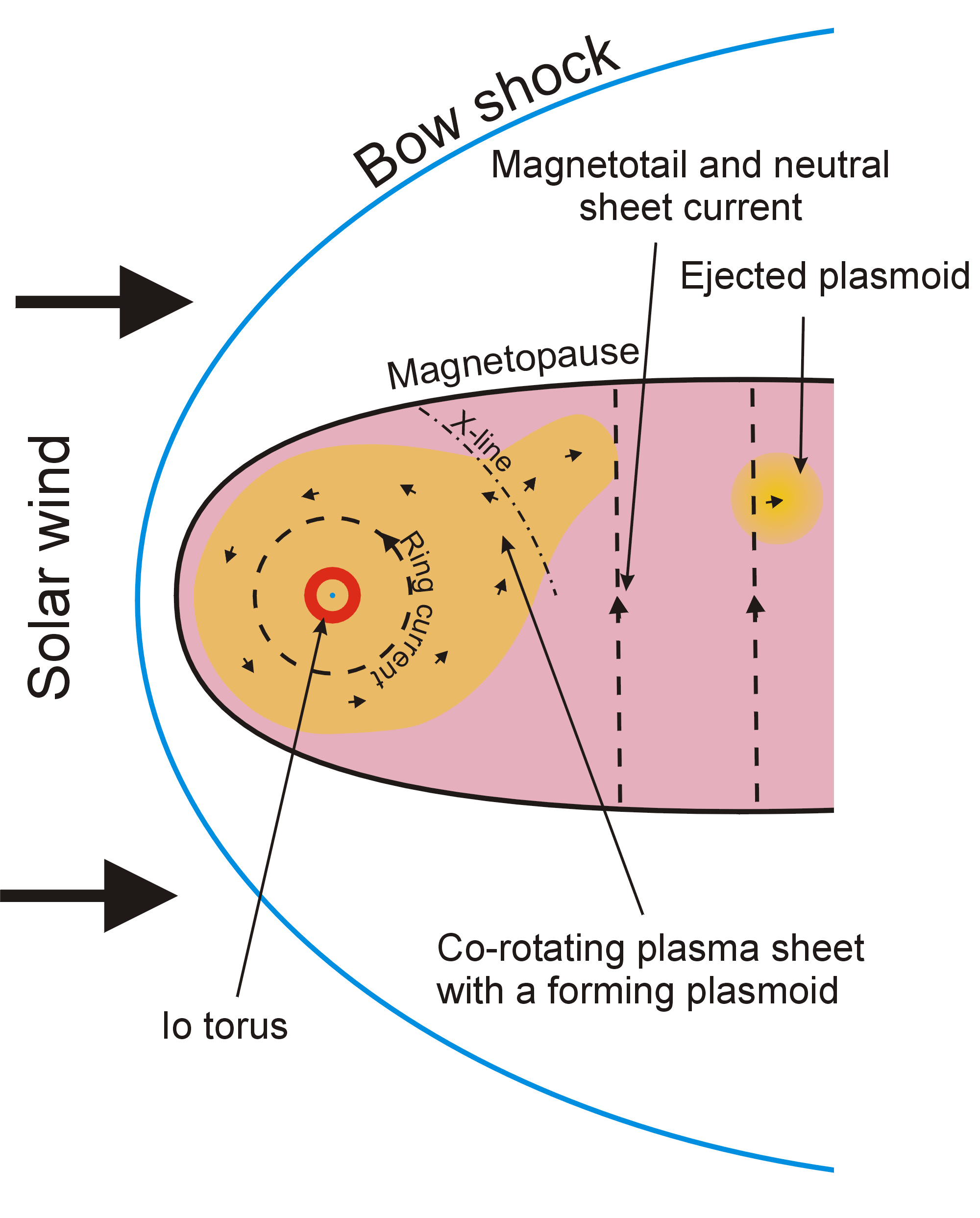
La magnetosfera di Giove vista dal polo nord; si noti il processo di formazione dei plasmoidi e il movimento delle correnti di plasma.

Il principale problema riscontrato nel decifrare le dinamiche della magnetosfera gioviana riguarda il trasferimento del plasma pesante freddo dal toro di Io (a 6 RJ dal pianeta) sino a distanze superiori a 100 RJ, in piena magnetosfera esterna. Il meccanismo esatto non è ancora noto, ma si ipotizza che sia un risultato della diffusione del plasma per instabilità intercarica. Il processo preso in considerazione è molto simile all'instabilità di Rayleigh-Taylor nell'idrodinamica: nel caso della magnetosfera gioviana, la forza centrifuga gioca lo stesso ruolo ricoperto nell'instabilità dalla forza di gravità; il liquido pesante è il plasma freddo e denso del toroide, mentre il liquido leggero è il plasma più caldo e meno denso della magnetosfera esterna. L'instabilità fa sì che avvenga uno scambio tra i tubi di flusso pieni di plasma delle regioni interne e quelli delle regioni esterne della magnetosfera: i "vivaci" tubi di flusso vuoti si muovono verso il pianeta, allontanando i tubi pesanti pieni del plasma di Io e confinandoli nelle zone esterne. Lo scambio intercarica dei tubi di flusso è una forma di turbolenza magnetosferica.
Questo modello ipotetico è stato parzialmente confermato dai dati della sonda Galileo, che individuò delle regioni in cui la densità del plasma era marcatamente ridotta ed altre, nell'interno della magnetosfera, in cui l'intensità del campo risultava più alta che nel resto della magnetosfera; queste regioni a bassa densità potrebbero corrispondere ai tubi di flusso vuoti in arrivo dalla magnetosfera esterna. Nella magnetosfera intermedia la sonda ha individuato dei cosiddetti eventi di iniezione, che avvengono ogni qual volta il plasma caldo della magnetosfera esterna penetra improvvisamente nel magnetodisk, causando un intenso flusso di particelle energetiche e rinforzando localmente il campo magnetico.
Non sono ancora ben conosciuti i meccanismi di trasporto del plasma freddo verso le regioni esterne; si ipotizza però che quando i tubi di flusso carichi del plasma freddo di Io raggiungono la magnetosfera esterna, essi vadano incontro ad un processo di riconnessione, che separa il campo magnetico dal plasma. Questi quindi ritornano nella magnetosfera interna ripieni del plasma caldo e poco denso delle regioni esterne, mentre il plasma freddo viene probabilmente eiettato lungo la coda magnetica sotto forma di plasmoidi (vaste bolle di plasma). I processi di riconnessione corrisponderebbero agli eventi di riconfigurazione globale osservati dalla Galileo, che avvengono con regolarità ogni 2–3 giorni. Questi eventi includono solitamente rapide e caotiche variazioni dell'intensità e della direzione del campo magnetico, assieme ad improvvisi cambiamenti nel moto del plasma, che con una certa frequenza cessa di co-ruotare ed inizia a fluire verso l'esterno. Questi fenomeni sono stati osservati principalmente nella parte notturna della magnetosfera, in corrispondenza delle regioni albeggianti.
Gli eventi di riconnessione sono analoghi alle subtempeste magnetiche della magnetosfera terrestre, ma se ne differenziano per le cause. Le subtempeste terrestri sono causate dal rilascio, tramite un evento di riconnessione nel plasma neutro, dell'energia del vento solare immagazzinata nella coda magnetica, accompagnato dalla creazione di un plasmoide che si sposta lungo la coda. Al contrario, nella magnetosfera di Giove tali tempeste si originano allorché l'energia rotazionale, immagazzinata nel magnetodisk, viene rilasciata tramite la formazione di un plasmoide che si separa dal disco.

## Emissioni

### Aurore polari

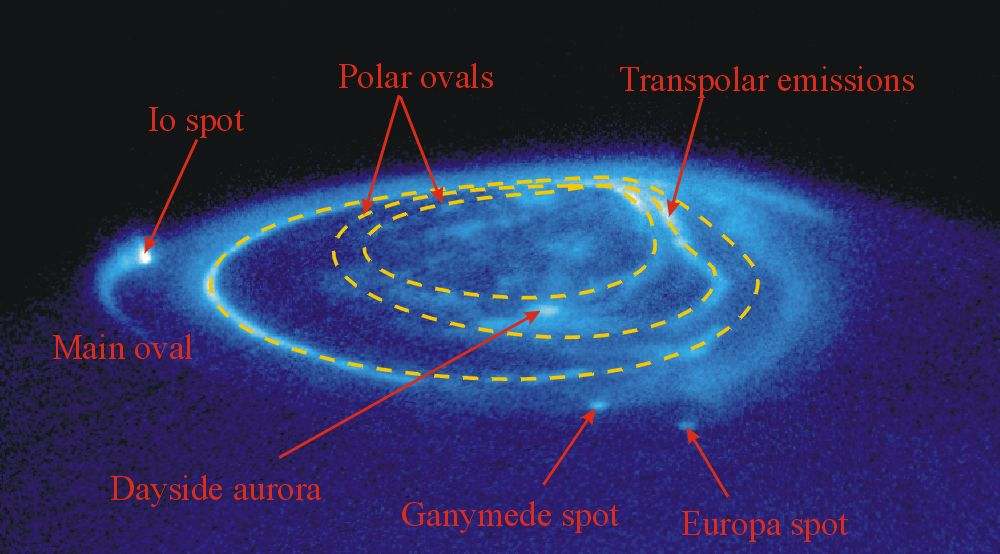
Un'aurora boreale su Giove; si notano l'ovale aurorale principale, le emissioni polari e le macchie generate dalle interazioni con le magnetosfere delle lune del pianeta.

Giove mostra delle brillanti e persistenti aurore su entrambi i poli. Diversamente dalle aurore terrestri, che sono temporanee e che si manifestano soprattutto nei periodi di massimo dell'attività solare, le aurore di Giove sono permanenti, sebbene la loro intensità non sia costante, ma vari di giorno in giorno. Si riscontrano tre caratteristiche principali: gli ovali principali, strette (meno di 1000 km) ma brillanti aree circolari poste a circa 16° dai poli magnetici; le macchie aurorali dei satelliti, che corrispondono alle "impronte" lasciate dalle linee del campo magnetico che connettono le loro ionosfere con la ionosfera del pianeta madre; le emissioni polari transitorie, situate all'interno degli ovali principali. Nonostante siano state analizzate in quasi tutte le lunghezze d'onda (λ) dello spettro elettromagnetico, raggi X compresi (sino a 3 keV), le emissioni aurorali appaiono di gran lunga più luminose nell'infrarosso medio (a λ 3–4 µm e 7–14 µm) e nell'ultravioletto lontano (λ 80–180 nm).
Gli ovali principali sono la formazione predominante nelle aurore gioviane; possiedono una forma e una localizzazione molto stabili, ma la loro intensità è fortemente modulata dalla pressione esercitata dal vento solare: infatti, più intenso è il vento solare, più deboli sono le aurore. Come già accennato prima, gli ovali principali sono alimentati dal forte afflusso degli elettroni accelerati dal potenziale elettrico che si instaura tra il plasma del magnetodisk e la ionosfera gioviana; questa corrente mantiene il plasma del magnetodisk in co-rotazione col pianeta. Gli elettroni hanno energie dell'ordine dei 10–100 keV e penetrano in profondità nell'atmosfera gioviana, ionizzando ed eccitando l'idrogeno molecolare e dando luogo ad un'intensa emissione ultravioletta. L'energia totale accumulata dalla ionosfera ammonta a 10–100 terawatt (TW); inoltre, le correnti che penetrano nella ionosfera la riscaldano per effetto Joule, che libera una quantità di energia, pari ad altri 300 TW, responsabile della forte emissione infrarossa delle aurore ed, in parte, del riscaldamento della termosfera planetaria.
| Emissione                 | Giove     | Macchia di Io     |
| ------------------------- | --------- | ----------------- |
| Radio (KOM, <0,3 MHz)     | ~1 GW     | ?                 |
| Radio (HOM, 0,3–3 MHz)    | ~10 GW    | ?                 |
| Radio (DAM, 3–40 MHz)     | ~100 GW   | 0,1–1 GW (Io-DAM) |
| IR (idrocarburi, 7–14 μm) | ~40 TW    | 30–100 GW         |
| IR (H3+, 3–4 μm)          | 4–8 TW    | 30–100 GW         |
| Visibile (0.385–1 μm)     | 10–100 GW | 0,3 GW            |
| UV (80–180 nm)            | 2–10 TW   | ~50 GW            |
| raggi X (0,1–3 keV)       | 1–4 GW    | ?                 |

Le macchie sono il risultato delle interazioni della magnetosfera planetaria con quella di tre dei quattro satelliti medicei o galileiani: Io, Europa e Ganimede; si pensa che anche la quarta luna galileiana, Callisto, dia luogo a una macchia, ma questa risulterebbe inosservabile in quanto coincidente con l'ovale aurorale principale. Queste macchie si originano perché la co-rotazione del plasma viene rallentata in prossimità dei satelliti del pianeta. La macchia più brillante appartiene ad Io e si ritiene che essa sia correlata ad un flusso di onde di Alfvén dirette dalla ionosfera gioviana verso quella del satellite. Le macchie di Europa e Ganimede appaiono molto più deboli poiché le due lune, a dispetto di Io, sono solo delle deboli sorgenti di nuovo plasma magnetosferico, che si origina per la sublimazione del ghiaccio presente sulla loro superficie.
Sporadicamente compaiono, all'interno degli ovali principali, degli archi brillanti e delle macchie; si ritiene che questi fenomeni transitori siano correlati alle interazioni col vento solare. Le linee di campo in questa regione sono disposte a formare le cuspidi polari della magnetosfera e della coda magnetica. Le emissioni polari aurorali sono simili a quelle osservate attorno ai poli terrestri: entrambe si manifestano quando gli elettroni sono accelerati verso l'atmosfera del pianeta dal potenziale elettrico durante le riconnessioni del campo magnetico solare col campo magnetico del pianeta. Nel caso della Terra, la ricircolazione del flusso magnetico nel tratto esposto alla radiazione solare della magnetosfera e della coda magnetica prende il nome di ciclo di Dungey; si crede che un ciclo simile esista anche nella magnetosfera di Giove. Lo spettro di emissione nei raggi X da parte delle aurore mostra le linee dell'ossigeno e dello zolfo altamente ionizzati, che compaiono probabilmente quando gli ioni altamente energetici (centinaia di keV) di O e S precipitano nelle regioni polari dell'atmosfera planetaria. L'origine di questa precipitazione rimane ancora sconosciuta.

### Emissione radio e modulazione dell'emissione

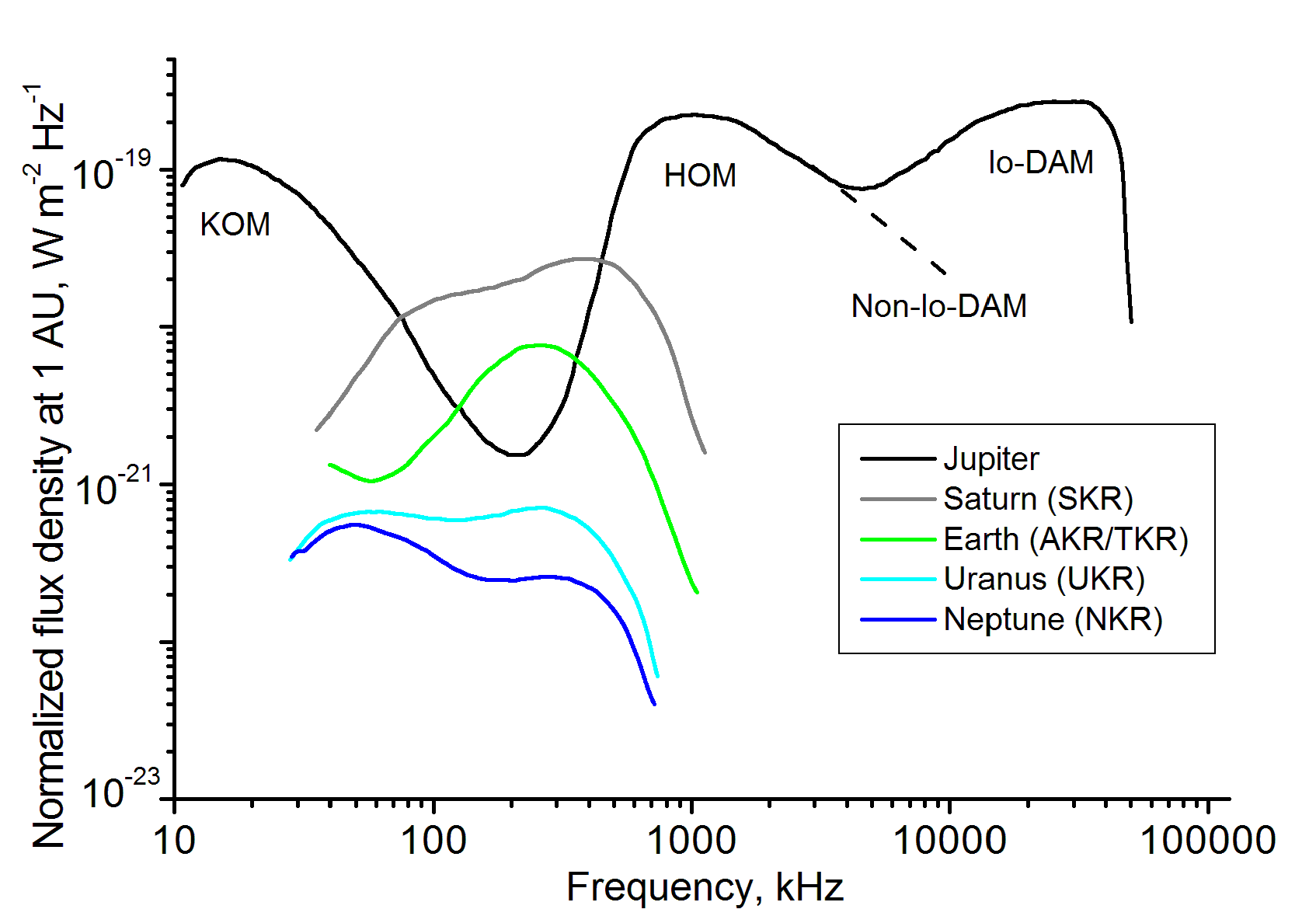
Lo spettro dell'emissione radio di Giove raffrontato con gli spettri di altri quattro pianeti dotati di magnetosfera.

Giove è una potente radiosorgente nella banda relativamente estesa dello spettro radio la cui frequenza va da alcuni kilohertz (kHz) a qualche decina di megahertz (MHz). Le onde con frequenza a circa 0,3 MHz (λ>1 km) sono dette radiazione chilometrica gioviana o KOM; quelle con frequenze comprese tra 0,3 e 3 MHz (100<λ<1000 m) sono dette  radiazione ettometrica o HOM; le onde di frequenza compresa nel range 3–40 MHz (10<λ<100 m) sono definite radiazione decametrica o DAM. Quest'ultima è stata la prima ad essere osservata mediante apparecchiature al suolo e la sua periodicità di circa dieci ore (simile alla rotazione del pianeta) ha permesso di capire che venisse originata dal pianeta gigante. La porzione più intensa dell'emissione decametrica, che è legata ad Io e al sistema di correnti plasmatiche Io-Giove, prende il nome di Io-DAM; Il non-Io-DAM è decisamente più debole dell'Io-DAM, e dunque rappresenta la coda ad alta frequenza dell'emissione HOM.

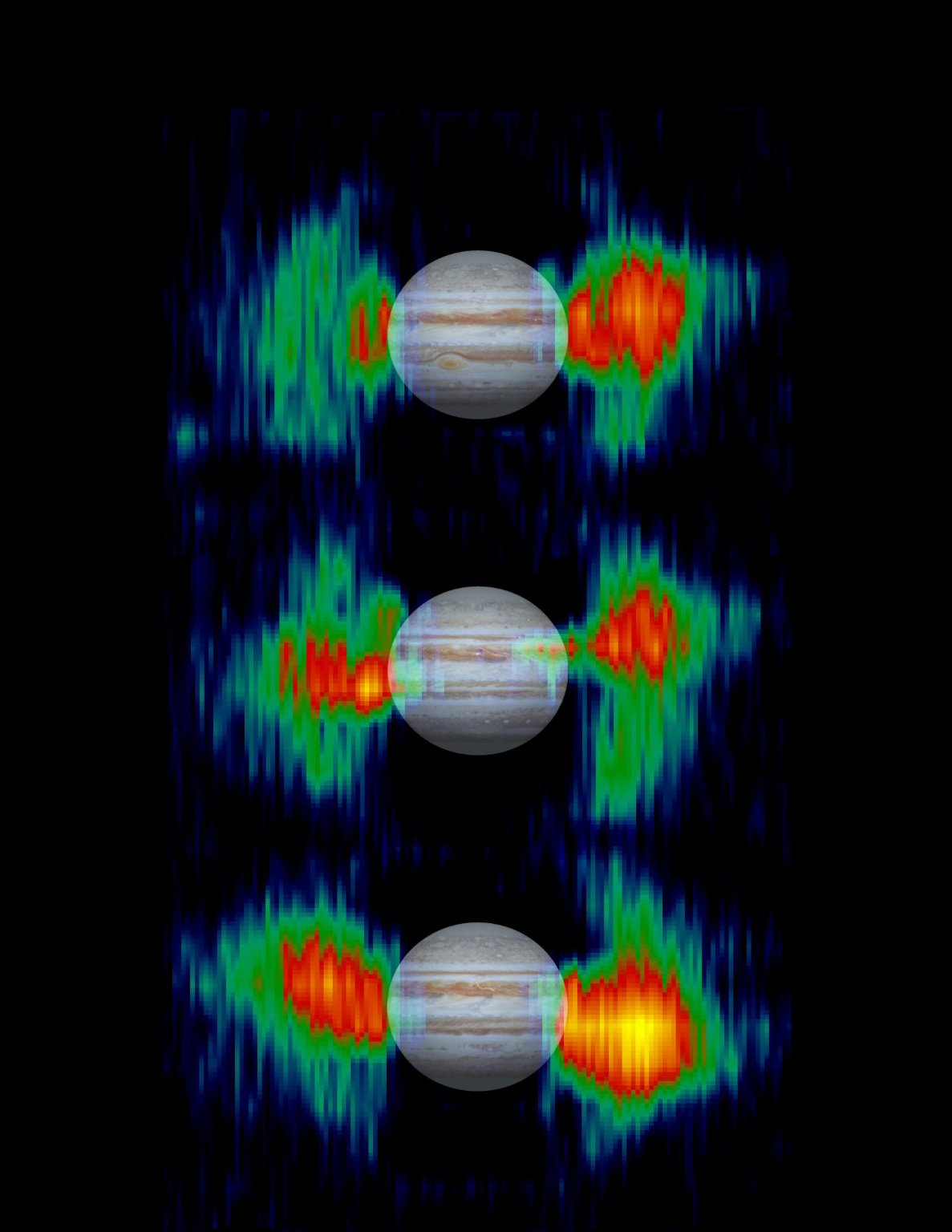
Dettagli delle fasce di radiazione prossimi al pianeta mappati grazie alle misurazioni della sonda Cassini-Huygens, originatesi dalle emissioni radio di elettroni relativistici altamente energetici. Le tre immagini mostrano le fasce in differenti punti ad un intervallo di 10 ore (pari alla rotazione gioviana) l'una dall'altra.

Si ritiene che la maggior parte di queste emissioni si origini tramite un meccanismo detto Cyclotron Maser Instability, Instabilità Maser del Ciclotrone, che ha origine in prossimità delle regioni aurorali, in cui gli elettroni "rimbalzano" avanti e indietro tra i poli. Gli elettroni, che sono coinvolti nella generazione del segnale radio, sono probabilmente imputati nel trasportare la corrente dai poli del pianeta al magnetodisk. Di solito l'intensità delle emissioni radio gioviane varia debolmente col tempo; tuttavia, il pianeta emette periodicamente dei brevi ma intensi lampi di radiazione (detti lampi S), che arrivano a sovrastare tutte le altre componenti dell'emissione radio. La potenza complessiva emessa dalla componente DAM ammonta a circa 100 GW, mentre la somma delle potenze dell'emissione HOM/KOM non supera di molto i 10 GW; per raffronto, l'emissione radio totale del nostro pianeta è di circa 0,1 GW.
Una caratteristica particolarmente interessante della magnetosfera gioviana è costituita da una forte modulazione periodica dell'emissione radio e particellare che corrisponde al periodo di rotazione del pianeta, un comportamento che presenta affinità con quello delle pulsar. Questa modulazione è probabilmente correlata ad asimmetrie nella magnetosfera del pianeta, causate presumibilmente dall'inclinazione del momento magnetico rispetto all'asse di rotazione, così come da anomalie magnetiche legate alle elevate latitudini. La fisica che governa l'emissione radio di Giove è simile a quella delle pulsar radio, e la differenza dipende solamente dalle scale energetiche; di conseguenza, Giove può esser considerato come una piccola pulsar radio. Si tenga comunque in considerazione il fatto che l'emissione radio del pianeta dipende fortemente dalla pressione del vento solare e, quindi, dall'attività solare stessa.
In aggiunta alle radiazioni di grande lunghezza d'onda, Giove emette anche radiazione di ciclotrone (nota come radiazione decimetrica), con frequenze dell'ordine dei 0,1–15 GHz, che è la radiazione di frenamento degli elettroni relativistici (con energie dell'ordine dei 0,1–100 MeV) vincolati nelle fasce di radiazione interne della magnetosfera planetaria. Questa radiazione è molto ben conosciuta e studiata ed è stata impiegata sin dai primi anni sessanta per studiare la struttura del campo magnetico e delle fasce di radiazione della magnetosfera planetaria.
La magnetosfera di Giove espelle dei flussi di elettroni e ioni ad alta energia (dell'ordine di alcune decine di MeV), che viaggiano nello spazio raggiungendo anche l'orbita terrestre; questi flussi sono altamente collimati e variano, come l'emissione radio, secondo il periodo di rotazione del pianeta.

## Interazioni con gli anelli e i satelliti naturali
La vasta magnetosfera gioviana ingloba il suo sistema di anelli e l'orbita di tutti e quattro i satelliti galileiani. Orbitando vicino all'equatore magnetico, questi corpi fungono da sorgente e dispersori del plasma magnetosferico, mentre le particelle energetiche provenienti dall'atmosfera interagiscono con la loro superficie, espellendo materiale e alterando le loro proprietà. La co-rotazione del plasma con il pianeta è indice del fatto che preferibilmente interagisce con l'emisfero trailing (vale a dire quello opposto all'emisfero che è orientato secondo il verso del moto orbitale, detto emisfero leading) delle lune, causando una notevole asimmetria emisferica; oltre a ciò, i grandi campi magnetici delle lune influiscono ed alterano localmente il campo magnetico gioviano.
Vicino a Giove, gli anelli planetari e le piccole lune assorbono le particelle ad alta energia (superiore a 10 keV) dalle fasce radiative; ciò crea dei vuoti nella distribuzione spaziale e angolare delle fasce stesse ed influenza la radiazione di sincrotone decametrica. Infatti, l'esistenza degli anelli di Giove fu ipotizzata per la prima volta sui dati raccolti dalla sonda Pioneer 11, che rilevò un consistente quantitativo di ioni ad alta energia in uno spazio stilliforme ("a goccia") nei pressi del pianeta. Il campo magnetico planetario influenza fortemente il moto del particolato sub-micrometrico degli anelli, che acquista una carica elettrica sotto l'influenza della radiazione ultravioletta del Sole; il loro comportamento è simile a quello degli ioni co-rotanti. Si ritiene che l'interazione risonante fra la co-rotazione e il moto orbitale sia responsabile della creazione dell'anello di alone, il più interno del sistema di anelli del pianeta (situato fra 1,4–1,71 RJ), che consiste di particolato sub-micrometrico disposto su orbite fortemente inclinate ed eccentriche. La materia di quest'anello è originaria dell'anello principale: quando infatti questi granelli scivolano più internamente, la loro orbita viene modificata dalla forte risonanza Lorentz 3:2, avvertibile a 1,71 RJ, che aumenta la loro inclinazione ed eccentricità; un'altra risonanza Lorentz 1:2 a 1,4 RJ definisce il bordo interno dell'anello di alone.
Tutte le lune galileiane mostrano delle tenui atmosfere con pressioni superficiali comprese fra 0,01 e 1 nanobar, che riescono a tollerare delle ionosfere con densità elettroniche comprese tra 1000 e 10.000 particelle per cm³. Il flusso co-rotazionale del plasma freddo magnetosferico è parzialmente deviato in corrispondenza dei satelliti per via delle correnti indotte all'interno delle ionosfere, che creano delle strutture cuneiformi note come ali di Alfvén. L'interazione delle lune più grandi con il flusso co-rotazionale è simile all'interazione tra il vento solare e pianeti privi di magnetosfera come Venere, sebbene la velocità delle particelle nel flusso co-rotazionale sia spesso inferiore alla velocità del suono (le velocità variano tra 74 e 328 km/s), il che evita l'insorgere di un bow shock. La pressione del plasma co-rotante strappa continuamente del gas dalle atmosfere dei satelliti (soprattutto da quella di Io), alcune delle quali quindi risultano ionizzate e indotte in co-rotazione. Questo processo genera dei tori, di cui il più prominente è il già trattato toro di Io, di plasma e gas in prossimità delle orbite dei satelliti. Le lune galileiane costituiscono quindi la principale fonte del plasma della magnetosfera interna e intermedia; tuttavia le particelle energetiche in larga parte non risultano vincolate alle ali di Alfvén e quindi hanno libero accesso alla superficie dei satelliti (eccetto che nel caso di Ganimede).
Tutte le lune galileiane ricoperte di ghiaccio, ovvero Europa, Ganimede e Callisto, generano dei momenti magnetici indotti in risposta ai cambiamenti nel campo magnetico del pianeta madre; queste variazioni nei momenti creano attorno ad esse dei campi magnetici dipolari, che agiscono per compensare le variazioni nel campo dell'ambiente circostante. Si ritiene che l'induzione abbia luogo negli strati subsuperficiali di acqua salata, che, grazie alle scoperte della sonda Galileo, si ritiene esistano al di sotto della superficie di tutte le lune ghiacciate più grandi.
In particolare, l'interazione della magnetosfera gioviana con Ganimede, che presenta un discreto campo magnetico intrinseco, differisce sostanzialmente da quella con le lune non dotate di campo magnetico. Il campo magnetico interno di Ganimede "si scava" una cavità all'interno della magnetosfera gioviana, con un diametro pari a circa due volte il diametro del satellite, creando una mini-magnetosfera all'interno della magnetosfera del pianeta. Il campo del satellite devia il flusso di plasma co-rotante proteggendo inoltre le sue regioni equatoriali, in cui si chiudono le linee del campo, dalle particelle energetiche; queste possono comunque collidere con le regioni polari, in cui le linee sono aperte. Una parte di queste particelle viene intrappolata nei pressi dell'equatore del satellite, creando delle fasce di radiazione "in miniatura"; gli elettroni ad alta energia che penetrano nella tenue atmosfera di Ganimede sono inoltre responsabili delle deboli aurore individuate in corrispondenza delle regioni polari del satellite.
Le particelle cariche hanno una considerevole influenza sulle proprietà superficiali di Ganimede. Il plasma emesso da Io contiene ioni di zolfo e sodio, i quali tendono a precipitare preferenzialmente sugli emisferi trailing di Europa e Ganimede, mentre su Callisto lo zolfo si concentra soprattutto nell'emisfero trailing. L'influenza del plasma potrebbe essere una delle cause delle altre differenze che si presentano tra l'emisfero trailing e l'emisfero leading dei satelliti medicei: infatti, i loro emisferi trailing (eccetto quello di Callisto) appaiono più scuri rispetto a quelli leading, il che potrebbe indicare che i primi abbiano subito un condizionamento da parte del plasma della magnetosfera del pianeta. Il flusso di elettroni e ioni energetici è più isotropico, penetra lo strato di ghiaccio facendo schizzare da esso gli atomi e le molecole e causando la radiolisi dell'acqua e di altri composti: le particelle energetiche liberano dalle molecole d'acqua l'idrogeno e l'ossigeno: quest'ultimo va a costituire una sottile atmosfera al di sopra delle lune ghiacciate, l'idrogeno invece sfugge all'attrazione gravitazionale delle lune disperdendosi nello spazio; tra le molecole prodotte per radiolisi si annoverano l'ozono (O3) e il perossido di idrogeno (H2O2). Se tra le molecole originarie sono presenti composti organici o carbonati, è possibile che si vengano a creare molecole di diossido di carbonio (CO2), metanolo (CH3OH) e acido carbonico (H2CO3); in presenza di zolfo si hanno diossido di zolfo (SO2), disolfuro di idrogeno (H2S2) ed acido solforico (H2SO4). Le sostanze ossidanti prodotte per radiolisi (ossigeno molecolare ed ozono) possono essere intrappolate all'interno del ghiaccio e portate negli oceani sub-superficiali, costituendo quindi una fonte di ossigeno per eventuali forme di vita aerobie.

## Esplorazione e rischi legati alle radiazioni

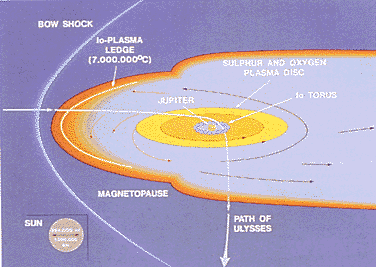
Il tragitto della sonda Ulysses all'interno della magnetosfera gioviana nel 1992.

Alla data del 2009 il pianeta è stato raggiunto da otto sonde spaziali, le quali hanno tutte contribuito a migliorare le conoscenze che possediamo sulla magnetosfera gioviana. La prima missione spaziale che sorvolò Giove fu quella del Pioneer 10, nel dicembre 1973; la sua gemella Pioneer 11 visitò il pianeta l'anno successivo viaggiando su una traiettoria fortemente inclinata e vi transitò alla distanza di 1,6 Rj; questa sonda fornì la miglior copertura finora disponibile della magnetosfera interna del pianeta. Il livello di radiazione su Giove misurato dal Pioneer 10 fu dieci volte più potente di quello previsto dai costruttori dei due Pioneer, generando il timore che entrambe le sonde potessero venir danneggiate nel sorvolo del pianeta. Tuttavia, con alcuni danni minori, anche il Pioneer 11 riuscì ad attraversare la magnetosfera quasi indenne, grazie al fatto che la magnetosfera stessa era leggermente instabile nel punto di attraversamento; nonostante ciò perse molte immagini del satellite Io, poiché il suo polarimetro fotografico ricevette una serie di comandi alterati causati dalla radiazione. La successiva e molto più avanzata tecnologia Voyager impiegata nelle sonde omonime fu interamente ridefinita per poter resistere a grandi livelli di radiazioni.
Le sonde Voyager 1 e Voyager 2 arrivarono nei pressi di Giove rispettivamente nel 1979 e 1980, sebbene viaggiassero principalmente su orbite equatoriali; la Voyager 1 incontrò per la prima volta il toro di plasma di Io, mentre la Voyager 2 scoprì la corrente diffusa del piano equatoriale. La missione gioviana successiva fu Ulysses, che nel 1992 scandagliò la magnetosfera polare del pianeta.
La sonda Galileo, che orbitò attorno a Giove dal 1995 al 2003, fornì una copertura quasi completa del campo magnetico nei pressi del piano equatoriale alla distanza di 100 Rj; le regioni studiate includono il campo magnetico e i suoi settori chiari e polverosi. Sebbene la Galileo sia sopravvissuta con successo nel severo ambiente radiativo di Giove, subì comunque alcuni piccoli danni: il suo giroscopio infatti mostrò un aumento degli errori. Alcune volte gli archi elettrici apparsi fra le parti rotanti e non rotanti della sonda causarono la caduta della stessa in modalità di sicurezza, il che comportò la perdita totale dei dati raccolti durante la sedicesima, la diciottesima e la trentatreesima orbita; le radiazioni causarono anche spostamenti di fase dell'oscillatore al quarzo della sonda.
Nel 2000, quando la sonda Cassini sorvolò il pianeta, compì delle misurazioni coordinate con la Galileo. L'ultima sonda ad aver visitato Giove è stata la New Horizons nel 2007, che condusse una speciale investigazione della magnetosfera gioviana attraversandole per una distanza di ben 2500 Rj nella direzione della sua lunghezza.
La copertura della magnetosfera gioviana resta tuttavia molto più scarna rispetto a quella del nostro pianeta; la conoscenza dei processi della magnetosfera gioviana sarà ulteriormente migliorata dall'analisi dei dati raccolti dalla missione Juno della NASA, entrata in orbita attorno a Giove il 5 luglio 2016 e specificatamente sviluppata per studiare la magnetosfera del pianeta.

### Titoli generali
- (EN) Albrecht Unsöld, The New Cosmos, New York, Springer-Verlag, 1969.
- H. L. Shipman, L'Universo inquieto. Guida all'osservazione a occhio nudo e con il telescopio. Introduzione all'astronomia, Bologna, Zanichelli, 1984, ISBN 88-08-03170-5.
- (EN) Stephen Hawking, A Brief History of Time, Bantam Books, 1988, ISBN 0-553-17521-1.
- H. Reeves, L'evoluzione cosmica, Milano, Rizzoli–BUR, 2000, ISBN 88-17-25907-1.
- AA.VV, L'Universo - Grande enciclopedia dell'astronomia, Novara, De Agostini, 2002.
- J. Gribbin, Enciclopedia di astronomia e cosmologia, Milano, Garzanti, 2005, ISBN 88-11-50517-8.
- W. Owen, et al, Atlante illustrato dell'Universo, Milano, Il Viaggiatore, 2006, ISBN 88-365-3679-4.
- M. Rees, Universo. Dal big bang alla nascita dei pianeti. Dal sistema solare alle galassie più remote, Milano, Mondadori Electa, 2006,  p. 512.

### Titoli specifici

#### Sul sistema solare
- M. Hack, Alla scoperta del sistema solare, Milano, Mondadori Electa, 2003,  p. 264.
- F. Biafore, In viaggio nel sistema solare. Un percorso nello spazio e nel tempo alla luce delle ultime scoperte, Gruppo B, 2008,  p. 146.
- (EN) Vari, Encyclopedia of the Solar System, Gruppo B, 2006,  p. 412, ISBN 0-12-088589-1.

#### Sul pianeta
- (EN) Bertrand M. Peek, The Planet Jupiter: The Observer's Handbook, Londra, Faber and Faber Limited, 1981, ISBN 0-571-18026-4, , OCLC 8318939.
- (EN) Eric Burgess, By Jupiter: Odysseys to a Giant, New York, Columbia University Press, 1982, ISBN 0-231-05176-X.
- (EN) John H. Rogers, The Giant Planet Jupiter, Cambridge, Cambridge University Press, 1995, ISBN 0-521-41008-8, , OCLC 219591510.
- (EN) Reta Beebe, Jupiter: The Giant Planet, 2ª ed., Washington, Smithsonian Institute Press, 1996, ISBN 1-56098-685-9.
- (EN) AA.VV., The New Solar System, a cura di Kelly J. Beatty; Carolyn Collins Peterson; Andrew Chaiki, 4ª ed., Massachusetts, Sky Publishing Corporation, 1999, ISBN 0-933346-86-7, , OCLC 39464951.
- (EN) D. C. Jewitt; S. Sheppard ; C. Porco, F. Bagenal; T. Dowling; W. McKinnon, Jupiter: The Planet, Satellites and Magnetosphere (PDF), Cambridge, Cambridge University Press, 2004, ISBN 0-521-81808-7 (archiviato dall'url originale il 14 giugno 2007).
- (EN) Linda T. Elkins-Tanton, Jupiter and Saturn, New York, Chelsea House, 2006, ISBN 0-8160-5196-8.

### Pubblicazioni scientifiche (in lingua inglese)
- B. F. Burke, K. L. Franklin, Observations of a variable radio source associated with the planet Jupiter, in Journal of Geophysical Research, vol. 60, n. 2, 1955,  pp. 213-217, DOI:10.1029/JZ060i002p00213.
- F. D. Drake, S. Hvatum, Non-thermal microwave radiation from Jupiter, in Astronomical Journal, vol. 64, 1959,  p. 329, DOI:10.1086/108047.
- E. J. Smith, L. Davis Jr., D. E. Jones, et.al., The Planetary Magnetic Field and Magnetosphere of Jupiter: Pioneer 10, in Journal of Geophysical Research, vol. 79, 1974,  pp. 3501-13, DOI:10.1029/JA079i025p03501.
- C. T. Russell, Planetary Magnetospheres (PDF), in Reports on Progress in Physiscs, vol. 56, 1993,  pp. 687-732, DOI:10.1088/0034-4885/56/6/001.
- T. W. Hill, A. J. Dessler, Space Physics and Astronomy Converge in Exploration of Jupiter's Magnetosphere, in Earth in Space, vol. 8, 1995,  p. 6. URL consultato il 18 aprile 2009 (archiviato dall'url originale il 1º maggio 1997).
- D. J. Williams, B. Mauk, R. W. McEntire, Properties of Ganymede's magnetosphere as revealed by energetic particle observations, in Journal of Geophysical Research, vol. 103, A8, 1998,  pp. 17,523–534, DOI:10.1029/98JA01370.
- P. Zarka, W. S. Kurth, Auroral radio emissions at the outer planets: Observations and theory, in Journal of Geophysical Research, vol. 103, E9, 1998,  pp. 20,159–194, DOI:10.1029/98JE01323.
- Anil Bhardwaj, G. Randal Gladstone, Auroral emissions of the giant planets (PDF), in Reviews of Geophysics, vol. 38, n. 3, 2000,  pp. 295-353, DOI:10.1029/1998RG000046. URL consultato il 2 maggio 2019 (archiviato dall'url originale il 20 gennaio 2019).
- C. A. Hibbitts, T. B. McCord, T.B. Hansen, Distribution of CO2 and SO2 on the surface of Callisto, in Journal of Geophysiscal Reserach, vol. 105, E9, 2000,  pp. 22,541–557, DOI:10.1029/1999JE001101.
- John F. Cooper, Robert E. Johnson, Barry H. Mauk, et.al., Energetic Ion and Electron Irradiation of the Icy Galilean Satellites (PDF), in Icarus, vol. 139, 2001,  pp. 133-159, DOI:10.1006/icar.2000.6498 (archiviato dall'url originale il 25 febbraio 2009).
- S. W. H. Cowley, E. J. Bunce, Origin of the main auroral oval in Jupiter's coupled magnetosphere–ionosphere system, in Planetary and Space Sciences, vol. 49, 2001,  pp. 1067-66, DOI:10.1016/S0032-0633(00)00167-7.
- T. M. Edwards, E. J. Bunce, S. W. H. Cowley, A note on the vector potential of Connerney et al.'s model of the equatorial current sheet in Jupiter's magnetosphere, in Planetary and Space Science, vol. 49, 2001,  pp. 1115-1123, DOI:10.1016/S0032-0633(00)00164-1.
- Laurent Palier, More about the structure of the high latitude Jovian aurorae, in Planetary and Space Sciences, vol. 49, 2001,  pp. 1159-73, DOI:10.1016/S0032-0633(01)00023-X.
- C. T. Russell, The dynamics of planetary magnetospheres, in Planetary and Space Science, vol. 49, 2001,  pp. 1005-1030, DOI:10.1016/S0032-0633(01)00017-4.
- D. Santos-Costa, S. A. Bourdarie, Modeling the inner Jovian electron radiation belt including non-equatorial particles, in Planetary and Space Science, vol. 49, 2001,  pp. 303-312, DOI:10.1016/S0032-0633(00)00151-3.
- C. T. Russell, Z. J. Yu, M. G. Kivelson, The rotation period of Jupiter (PDF), in Geophysics Research Letters, vol. 28, n. 10, 2001,  pp. 1911-1912, DOI:10.1029/2001GL012917. URL consultato il 19 aprile 2009 (archiviato dall'url originale il 29 settembre 2011).
- J. T. Clarke, J. Ajello, J. Ballester, et.al., Ultraviolet emissions from the magnetic footprints of Io, Ganymede and Europa on Jupiter (PDF), in Nature, vol. 415, 2002,  pp. 997-1000, DOI:10.1038/415997a.
- P. D. Fieseler, The Radiation Effects on Galileo Spacecraft Systems at Jupiter (PDF), in Nuclear Science, vol. 49, n. 6, 2002,  pp. 2739-58, DOI:10.1086/108047 (archiviato dall'url originale il 19 luglio 2011).
- G. R. Gladstone, J. H. Waite, D. Grodent, A pulsating auroral X-ray hot spot on Jupiter, in Nature, vol. 415, 2002,  pp. 1000-1003, DOI:10.1038/4151000.
- M. G. Kivelson, K. K. Khurana, R. J. Walker, Sheared magnetic field structure in Jupiter's dusk magnetosphere: Implications for return currents (PDF), in Journal of Geophysical Research, vol. 107, A7, 2002,  p. 1116, DOI:10.1029/2001JA000251. URL consultato il 19 aprile 2009 (archiviato dall'url originale il 29 settembre 2011).
- S. W. H. Cowley, E. J. Bunce, Modulation of Jovian middle magnetosphere currents and auroral precipitation by solar wind-induced compressions and expansions of the magnetosphere: initial response and steady state, in Planetary and Space Sciences, vol. 51, 2003,  pp. 31-56, DOI:10.1016/S0032-0633(02)00130-7.
- (EN) B. F. Burns; P. D. Simonelli; M. R. Showalter; et al, Jupiter's Ring-Moon System, in F. Bagenal, T. E. Dowling, W. B. McKinnon (a cura di), Jupiter: The Planet, Satellites and Magnetosphere (PDF), Cambridge, Cambridge University Press, 2004, ISBN 0-521-81808-7. URL consultato il 1º aprile 2009.
- (EN) R. E. Johnson; R. V. Carlson; J. F. Cooper; et al, Radiation Effects on the Surfaces of the Galilean Satellites (PDF), in F. Bagenal, T. E. Dowling, W. B. McKinnon (a cura di), Jupiter: The Planet, Satellites and Magnetosphere, Cambridge, Cambridge University Press, 2004, ISBN 0-521-81808-7. URL consultato il 1º aprile 2009 (archiviato dall'url originale il 30 aprile 2016).
- (EN) K. K. Khurana; M. G. Kivelson; V. M. Vasyliunas; et al, The Configuration of Jupiter's Magnetosphere, in F. Bagenal, T. E. Dowling, W. B. McKinnon (a cura di), Jupiter: The Planet, Satellites and Magnetosphere (PDF), Cambridge, Cambridge University Press, 2004, ISBN 0-521-81808-7. URL consultato il 1º aprile 2009.
- (EN) M. G. Kivelson; F. Bagenal; W. S. Kurth; et al, Magnetospheric Interactions with Satellites, in F. Bagenal, T. E. Dowling, W. B. McKinnon (a cura di), Jupiter: The Planet, Satellites and Magnetosphere (PDF), Cambridge, Cambridge University Press, 2004, ISBN 0-521-81808-7. URL consultato il 1º aprile 2009.
- (EN) N. Krupp; V. M. Vasyliunas; J. Woch; et al, Dynamics of the Jovian Magnetosphere, in F. Bagenal, T. E. Dowling, W. B. McKinnon (a cura di), Jupiter: The Planet, Satellites and Magnetosphere (PDF), Cambridge, Cambridge University Press, 2004, ISBN 0-521-81808-7. URL consultato il 1º aprile 2009.
- Mark Wolverton, The Depths of Space, Joseph Henry Press, 2004, ISBN 978-0-309-09050-6.
- M. Blanc, R. Kallenbach, M. V. Erkaev, Solar System Magnetospheres, in Space Science Reviews, vol. 116, 2005,  pp. 227-298, DOI:10.1007/s11214-005-1958-y.
- R. F. Elsner, B. D. Ramsey, J. H. Waite, et al, X-ray probes of magnetospheric interactions with Jupiter’s auroral zones, the Galilean satellites, and the Io plasma torus (PDF), in Icarus, vol. 178, 2005,  pp. 417-428, DOI:10.1016/j.icarus.2005.06.006. URL consultato il 18 aprile 2009 (archiviato dall'url originale il 19 giugno 2019).
- Margaret Galland Kivelson, The current systems of the Jovian magnetosphere and ionosphere and predictions for Saturn (PDF), in Space Science Reviews, vol. 116, Springer, 2005,  pp. 299-318. URL consultato il 18 aprile 2009 (archiviato dall'url originale il 29 settembre 2011).
- M. G. Kivelson, Transport and acceleration of plasma in the magnetospheres of Earth and Jupiter and expectations for Saturn (PDF), in Advances in Space Research, vol. 36, 2005,  pp. 2077-89, DOI:10.1016/j.asr.2005.05.104. URL consultato il 18 aprile 2009 (archiviato dall'url originale il 29 settembre 2011).
- Steve Miller, Alan Aylword, George Milliword, Giant Planet Ionospheres and Thermospheres: the Importance of Ion-Neutral Coupling, in Space Sci.Rev., vol. 116, 2005,  pp. 319-343, DOI:10.1007/s11214-005-1960-4.
- P. Zarka, W. S. Kurth, Radio wave emissions from the outer planets before Cassini, in Space Science Reviews, vol. 116, 2005,  pp. 371-397, DOI:10.1007/s11214-005-1962-2.
- J. D. Nichols, S. W. H. Cowley, D. J. McComas, Magnetopause reconnection rate estimates for Jupiter's magnetosphere based on interplanetary measurements at ~5 AU, in Annales Geophysicae, vol. 24, 2006,  pp. 393-406.
- Norbert Krupp, New Surprises in the Largest Magnetosphere of Our Solar System, in Science, vol. 318, 2007,  pp. 216-217, DOI:10.1126/science.1150448.
- C. T. Russell, K. K. Khurana, C. S. Arridge, M. K. Dougherty, The magnetospheres of Jupiter and Saturn and their lessons for the Earth (PDF), in Advances in Space Research, vol. 41, 2008,  pp. 1310-18, DOI:10.1016/j.asr.2007.07.037. URL consultato il 18 aprile 2009 (archiviato dall'url originale il 15 febbraio 2012).